# Даг Бергам
Даглас Джеймс Бергам (англ. Douglas James Burgum; нар. 1 серпня 1956, Артур, Північна Дакота) — американський підприємець, філантроп і політик. 33-й губернатор Північної Дакоти (2016—2024). Членом Республіканської партії. 55-й Міністр внутрішніх справ США (з 1 лютого 2025 року).
7 червня 2023 оголосив про свою участь у президентських виборах 2024.

## Біографія
У 1978 році Бергам закінчив Університет штату Північна Дакота, у 2000 році він отримав ступінь МВА у Вищій школі бізнесу Стенфордського університету у 1980 році. Почесний доктор Університету штату Північна Дакота (2000). Почесний доктор Університету Мері (2006).
Він приєднався до Great Plains Software у 1983 році і став президентом компанії у 1984 році, яка пізніше була продана корпорації Microsoft за $1,1 млрд. У 2001 році він став керівником Microsoft Business Solutions. Він почав працювати головою ради Atlassian у 2012 році. Член ради SuccessFactors з 2007 року (голова ради з 2010 по 2012 рік). Бергам є засновником Kilbourne Group у Фарґо і співзасновником Arthur Ventures.
У листопаді 2024 року новообраний президент Дональд Трамп висунув кандидатуру Бергам на посаду наступного міністра внутрішніх справ. Затверджено Сенатом 30 січня 2025 року більшістю.